# Kruševo (Obrovazzo)
Kruševo (in italiano Crussevo o Cruscevo) è una frazione del comune di Obrovazzo, in Croazia.

## Storia
Sede di un antico castelliere costruito dal popolo dei Liburni, il villaggio costituì un poderoso avamposto veneziano nelle feroci lotte contro i Turchi, che dominavono l'area nel XVI secolo.